# 第23回オンライン映画批評家協会賞
第23回オンライン映画批評家協会賞は2019年の映画を対象としており、2019年12月23日にノミネーションが発表された。なお、受賞者は2020年1月6日に発表された。

## 受賞・ノミネート一覧
※受賞は太字。

### 作品賞
- 『ナイブズ・アウト/名探偵と刃の館の秘密』
- 『燃ゆる女の肖像』
- 『ワンス・アポン・ア・タイム・イン・ハリウッド』
- 『ジョジョ・ラビット』
- 『マリッジ・ストーリー』
- 『アイリッシュマン』
- 『パラサイト 半地下の家族』
- 『アス』
- 『1917 命をかけた伝令』
- 『アンカット・ダイヤモンド』

### 監督賞
- クエンティン・タランティーノ - 『ワンス・アポン・ア・タイム・イン・ハリウッド』
- サム・メンデス - 『1917 命をかけた伝令』
- セリーヌ・シアマ - 『燃ゆる女の肖像』
- マーティン・スコセッシ - 『アイリッシュマン』
- ポン・ジュノ - 『パラサイト 半地下の家族』

### 主演男優賞
- ロバート・デ・ニーロ - 『アイリッシュマン』
- アントニオ・バンデラス - 『ペイン・アンド・グローリー』
- アダム・サンドラー - 『アンカット・ダイヤモンド』
- アダム・ドライバー - 『マリッジ・ストーリー』
- ホアキン・フェニックス - 『ジョーカー』

### 主演女優賞
- スカーレット・ヨハンソン - 『マリッジ・ストーリー』
- レネー・ゼルウィガー - 『ジュディ 虹の彼方に』
- ルピタ・ニョンゴ - 『アス』
- フローレンス・ピュー - 『ミッドサマー』
- オークワフィナ - 『フェアウェル』

### 助演男優賞
- ブラッド・ピット - 『ワンス・アポン・ア・タイム・イン・ハリウッド』
- ソン・ガンホ - 『パラサイト 半地下の家族』
- ウィレム・デフォー - 『The Lighthouse』
- アル・パチーノ - 『アイリッシュマン』
- ジョー・ペシ - 『アイリッシュマン』

### 助演女優賞
- チャオ・シューチェン - 『フェアウェル』
- フローレンス・ピュー - 『ストーリー・オブ・マイライフ/わたしの若草物語』
- ローラ・ダーン - 『マリッジ・ストーリー』
- ジェニファー・ロペス - 『ハスラーズ』
- マーゴット・ロビー - 『ワンス・アポン・ア・タイム・イン・ハリウッド』

### オリジナル脚本賞
- ジョーダン・ピール - 『アス』
- ライアン・ジョンソン - 『ナイブズ・アウト/名探偵と刃の館の秘密』
- ノア・バームバック - 『マリッジ・ストーリー』
- クエンティン・タランティーノ - 『ワンス・アポン・ア・タイム・イン・ハリウッド』
- ポン・ジュノ、ハン・ジンウォン - 『パラサイト 半地下の家族』

### 脚色賞
- スティーヴン・ザイリアン - 『アイリッシュマン』
- ローリーン・スカファリア - 『ハスラーズ』
- タイカ・ワイティティ - 『ジョジョ・ラビット』
- グレタ・ガーウィグ - 『ストーリー・オブ・マイライフ/わたしの若草物語』
- ミカ・フィッツァーマン=ブルー、ノア・ハープスター - 『幸せへのまわり道』

### アンサンブル演技賞
- 『ナイブズ・アウト/名探偵と刃の館の秘密』

### 撮影賞
- ロジャー・ディーキンス - 『1917 命をかけた伝令』
- ジェアリン・ブラシュケ - 『The Lighthouse』
- クレール・マトン - 『燃ゆる女の肖像』
- ロバート・リチャードソン - 『ワンス・アポン・ア・タイム・イン・ハリウッド』
- ロドリゴ・プリエト - 『アイリッシュマン』

### 編集賞
- リー・スミス - 『1917 命をかけた伝令』
- ヤン・ジンモ - 『パラサイト 半地下の家族』
- アンドリュー・バックランド、マイケル・マカスカー - 『フォードvsフェラーリ』
- フレッド・ラスキン - 『ワンス・アポン・ア・タイム・イン・ハリウッド』
- セルマ・スクーンメイカー - 『アイリッシュマン』

### 作曲賞
- マイケル・エイブルズ - 『アス』
- ヒドゥル・グドナドッティル - 『ジョーカー』
- アレクサンドル・デスプラ - 『ストーリー・オブ・マイライフ/わたしの若草物語』
- ランディ・ニューマン - 『マリッジ・ストーリー』
- トーマス・ニューマン - 『1917 命をかけた伝令』

### 新人監督賞
- ジョー・タルボット - 『ラストブラックマン・イン・サンフランシスコ』
- オリヴィア・ワイルド - 『ブックスマート 卒業前夜のパーティーデビュー』
- タイラー・ニルソン、マイケル・シュワルツ - 『ザ・ピーナッツバター・ファルコン』
- メリーナ・マツーカス - 『Queen & Slim』
- マティ・ディオプ - 『アトランティックス』

### アニメーション映画賞
- 『アナと雪の女王2』
- 『トイ・ストーリー4』
- 『失くした体』
- 『ミッシング・リンク 英国紳士と秘密の相棒』
- 『ヒックとドラゴン 聖地への冒険』

### 非英語映画賞
- 『パラサイト 半地下の家族』 韓国
- 『アトランティックス』 セネガル、 フランス、 ベルギー
- 『MONOS 猿と呼ばれし者たち』 スイス、 フランス、 アメリカ合衆国、 デンマーク、 ドイツ、 スウェーデン、 アルゼンチン、 ウルグアイ、 コロンビア、 オランダ
- 『ペイン・アンド・グローリー』 スペイン
- 『燃ゆる女の肖像』  フランス

### ドキュメンタリー映画賞
- 『アメリカン・ファクトリー』
- 『アポロ11 完全版』
- 『娘は戦場で生まれた』
- 『一人っ子の国』
- 『ハニーランド 永遠の谷』

### スタント賞
- 『ジョン・ウィック:パラベラム』

### 視覚効果賞
- 『アド・アストラ』

### デザイン賞
- 『パラサイト 半地下の家族』
- 『1917 命をかけた伝令』

### 生涯功労賞
- マーティン・スコセッシ
- ジュリー・アンドリュース
- オリヴィア・デ・ハヴィランド
- ロジャー・コーマン
- ジョン・ウォーターズ

### 特別賞
- Agencia Nacional de Cinema（ブラジル） - ファシスト政府からの攻撃に抗して芸術を守っていることに対して